# 献体
献体（けんたい）とは、医学および歯学の発展のため、また、力量の高い医師・歯科医師を社会へ送りだすために、死後に自分の肉体（遺体）を解剖学の実習用教材となる事を約し、遺族が故人の意思に沿って大学の解剖学教室などに提供することである。
人体の解剖には、大きく分けて次のような3種類がある。
- 人体の構造をしらべるための解剖（正常解剖）
- 死後、すぐ病変をしらべるための解剖（病理解剖）
- 変死体の死因をしらべるための解剖（法医解剖または司法解剖・行政解剖）

献体に直接関係があるのは正常解剖であり、医学教育の最初期に履修する「解剖学実習」がこれに該当する。亡くなった直後に病院で行う病理解剖とは違い、正常解剖は、医学・歯学系大学の解剖学教室で行われる。

## 献体者への敬意の表示

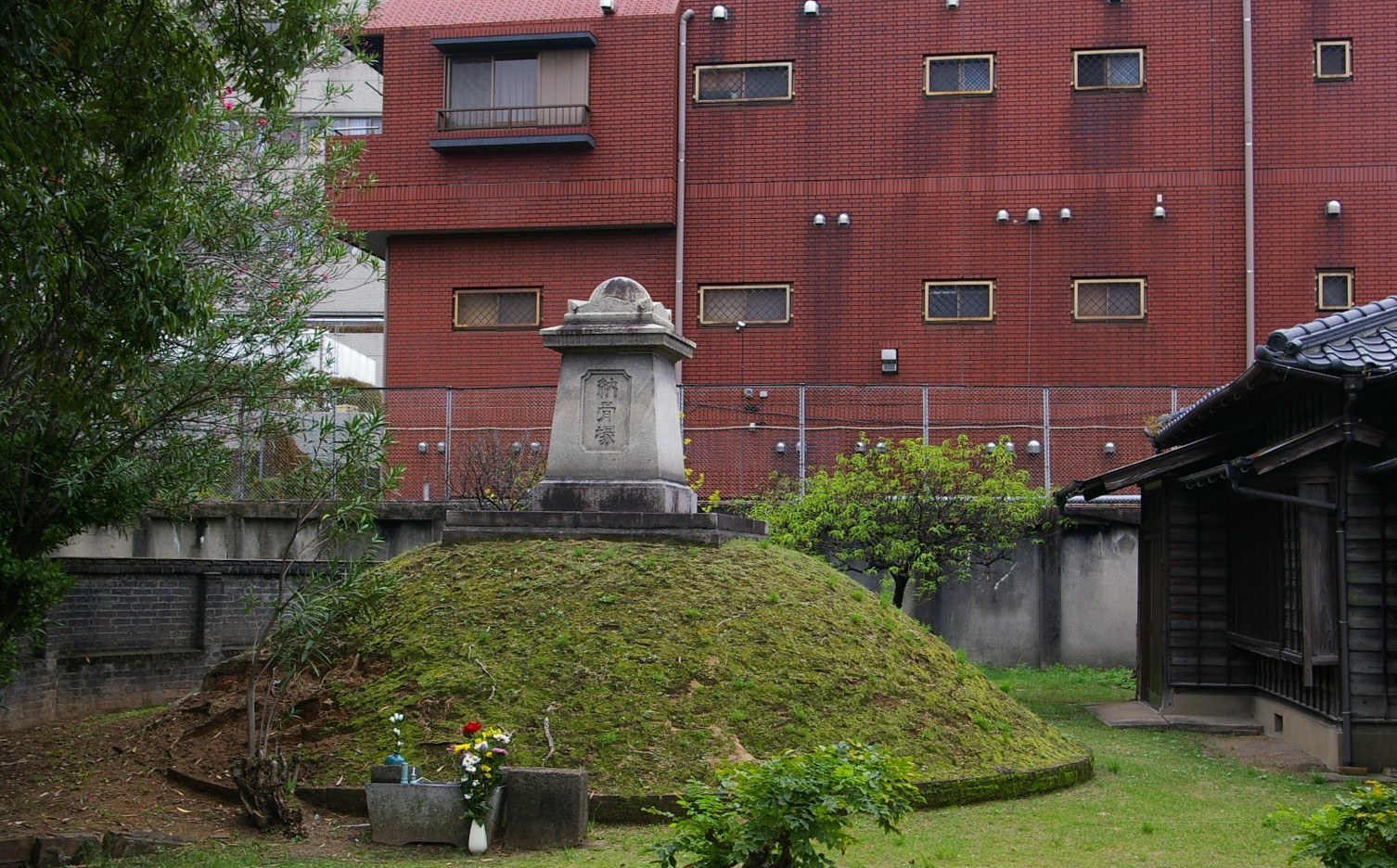
遺骨塚(九州大学馬出キャンパス)

各医療教育機関において献体者に対しては最大限の感謝と敬意の意を表す試みがなされている。各機関においては特別の顕彰碑、遺骨堂を建立し永続的に維持管理されている。医学教育の一環として解剖実習の前には学生に参拝させることが慣例化されている

## 宗教的側面
多くの宗教においては献体に賛同している。ヒンドゥー教、仏教、イスラム教、キリスト教ではすべて、世界をより良くするための身体や臓器の寄付に賛同している。多くの人はこれら宗教の教えを積極的に実践しているため、これら宗教の賛同は重要なことである。

## アメリカ
様々な大学で同意と共に献体となってもらうプログラム（body donation program）を設置している。しかし、それとは別に研究・教育目的で死体や体の一部を売ることを規制する連邦法や州法は存在していないため、様々な方法で遺体を集め、切り分け、流通させるボディーブローカーと呼ばれる業者が存在する。
アメリカ国内においては、献体の扱いに対する法律や規制がないため、知識がなくとも、何らかの感染病歴のある人体であろうとも切断して、粗悪な状態で保管して、研究教育機関でなくとも販売することが可能な状態となっている。
ボディーブローカーの中には貧困者へ埋葬費用を肩代わりすると言って遺体を集めて医療の原材料として流通させたり、エイズウイルス（HIV）や肝炎に感染した遺体を切り分けた部位を医学教育者へ供給する詐欺行為および危険物の配送行為で懲役9年となった例もある。集める方法では、ハーバード大学医学部にある遺体安置所の管理者が埋葬する遺体を窃盗してボディーブローカーへ販売して逮捕された事例も起きている。
ヒト胎児組織は保護されており、死後であっても合衆国法典第42編289g（42 U.S. Code § 289g）にて研究や取引が禁止されている。

## 日本
現在、医学部医学科および歯学部歯学科のカリキュラムには、遺体解剖実習が必ず組み込まれている。文部科学省の指針としては、医学部生2人に対して1体、歯学部生4人に対して1体というものがある。また、最近では看護師、理学療法士、歯科衛生士などのコ・メディカルや社会福祉士、介護福祉士などの福祉職を目指す学生を解剖実習（見学実習）に参加させる大学や専門学校が増えている。中には作業療法士や臨床検査技師の養成課程で、見学ではなく実際に解剖の実習を行う大学も一部にある（北海道大学医学部保健学科など）。
遺体解剖実習への献体を希望する人々の団体として、白菊会、不老会などがある。現代では献体の希望者が多いため確保には苦慮していないが、1960年代頃には引き取り手のいない死刑囚の遺体が利用されていた。
登録者数は1970年代半ばまで1万人台にすぎなかったが、2007年には21万人を突破している。
日本では、献体を用いての技能向上トレーニングは制約があり、活用が進んでいない。そのため海外で訓練したり、解剖学的に人体と構造が似通っている豚で訓練したりしている。練習用として人間のCTスキャン画像を3Dプリンタで出力した模型が販売されており、制約が無いため学生の実習にも活用されている。
献体とは別に、死後に身体の一部を移植医療や医学研究に提供することを申し出る仕組みもある。後者の例では、愛知医科大学が認知症など神経疾患の研究に脳を利用する脳バンク（献脳）を実施している。
献体を希望していても、死因や遺体の適切な保存処理ができない場合などは献体することができない。献体しても、遺骨が遺族の元に返還されるまで、2年程度等の期間を要する。
高須克弥は解剖実習を担当した教授の中村為吉から、解剖前の黙祷や感謝することを教えられたとしている。

### 歴史
- 1868年 - 日本で最初の篤志献体
- 1949年 - 「死体解剖保存法」制定
- 1983年 - 「医学及び歯学の教育のための献体に関する法律」制定（初めて献体というものが法制化された）

## 献体した著名人
※日本の人物に限って記載しているわけではない（資料が無いため、結果的に日本に限った記述となっている）。日本以外の国・地域の人物で該当者が分かれば、特筆性の高さを判断した上で記載する。
※死亡時の日付に元号を添えているのは、日本関連の人物である。
- 美幾（美幾女） - 明治2年7月5日?（1869年8月12日）[* 2]死亡。遊女。日本初の献体者（かつ、篤志献体者[* 3]、並びに、病理解剖献体者）とされる。献体先は東京府。解剖は和泉橋の医学校内の仮小屋にて田口和美（日本の解剖学の父）が行ったが、その時期については資料によって日付が大きく異なる[* 4]。
- 桂太郎 - 1913年（大正2年）死亡。武士（長州藩士）。軍人。政治家。篤志献体者（この頃の日本では著名な人物の篤志献体が流行しており、桂はその一例であった）[20]。
- 夏目漱石 - 1916年（大正5年）死亡。小説家、評論家、英文学者。鏡子夫人が献体を希望。献体先は東京帝国大学医科大学。解剖責任者は長與又郎。
- 杉山茂丸 - 1935年（昭和10年）死亡。政治活動家（玄洋社員）。解剖は東京帝国大学医科大学。妻も夫と同様に献体され、東京帝国大学の後身である東京大学医学部に現在も夫妻の骨格標本が保存されている。
- 永井隆 - 1951年（昭和26年）死亡。医学者。随筆家。解剖は長崎大学医学部附属病院（現・長崎大学病院）で行われた。
- 中山平次郎 - 1956年（昭和31年）死亡。病理学者。考古学者。献体先は九州大学医学部。
- 澤木興道 - 1965年（昭和40年）死亡。僧侶（曹洞宗）。
- 大石順教 - 1968年（昭和43年）死亡。僧侶（真言宗・尼僧）、画家（日本画家）。元芸妓。
- 大辻伺郎 - 1973年（昭和48年）死亡。男性俳優。献体先は順天堂大学医学部附属順天堂医院。角膜はアイバンクに献眼。
- 不染鉄 - 1976年（昭和51年）死亡。画家（日本画家）。献体先は奈良県立医科大学。
- 重富卓 - 1979年（昭和54年）死亡。農業指導者、全国畜産農業協同組合連合会専務理事。政治家（衆議院議員）。献体先は山口大学医学部。
- 林家彦六 - 1982年（昭和57年）死亡。落語家。献体先は東京医科歯科大学。角膜は慶応義塾大学病院アイバンクへ献眼。
- 湯山勇 - 1984年（昭和59年）死亡。政治家（衆議院議員、参議院議員）。献体先は愛媛大学医学部（現職国会議員として初の篤志献体者）。
- 前川旦 - 1986年（昭和61年）死亡。政治家（衆議院議員）、白菊会会長。献体先は香川医科大学（同校開学後初の篤志献体者となった）。
- 四代目三遊亭市馬（岸正次郎） - 1987年（昭和62年）死亡。元落語家、落語協会事務員。献体先は群馬大学医学部。敬愛する元師匠の林家彦六と同様に献体された。
- 田谷力三 - 1988年（昭和63年）死亡。歌手（オペラ歌手）。
- 足立篤郎 -  1988年（昭和63年）死亡。政治家（元農林大臣、衆議院議員）。
- 高木健太郎 - 1990年（平成2年）死亡。医学者。政治家（参議院議員）。
- 西条凡児 - 1993年（平成5年）死亡。漫談家。献体先は大阪大学。
- 長谷川保 - 1994年（平成6年）死亡。福祉事業家。教育者。政治家。献体先は浜松医科大学。
- 織田重治 - 1995年（平成7年）死亡。実業家（大阪通管工業所創業者）。アマチュア歴史研究家（分野は古代日本史）。
- 外山八郎 - 1996年（平成8年）死亡。社会運動家（ナショナルトラスト運動の先駆者）。篤志家。献体先は和歌山県立医科大学。
- 網野善彦 - 2004年（平成16年）死亡。歴史学者。
- 南道郎 - 2007年（平成19年）死亡。男性俳優。漫才師。献体先は白菊会。
- はやし家林蔵 - 2010年（平成22年）死亡。落語家。師匠の林家彦六と同様に献体された。
- 細川俊之 - 2011年（平成23年）死亡。男性俳優。
- 赤座憲久 - 2012年（平成24年）死亡。児童文学者。献体先は名古屋大学医学部。
- 穂積隆信  - 2018年（平成30年）死亡。俳優。
- 川柳川柳 - 2021年（令和3年）死亡。落語家。
- 鶴見五郎 - 2022年（令和4年）死亡。プロレスラー。
- 神山清子 - 2023年（令和5年）死亡。陶芸家。献体先は滋賀医科大学。